# Ectropis
Ectropis là một chi bướm đêm thuộc họ Geometridae.

## Các loài
- Ectropis aganopa (Meyrick, 1892)
- Ectropis anisa Prout, 1915
- Ectropis argalea Meyrick, 1892
- Ectropis bhurmitra (Walker, 1860)
- Ectropis bispinaria (Guenée, 1857)
- Ectropis brooksi Holloway, 1976
- Ectropis calida Goldfinch, 1944
- Ectropis crepuscularia – The Engrailed (Denis & Schiffermüller, 1775)
- Ectropis despicata (Walker, 1860)
- Ectropis excellens (Butler, 1884)
- Ectropis excursaria – Twig Looper (Guenée, 1857)
- Ectropis fractaria (Guenée, 1857)
- Ectropis gravis (Turner, 1947)
- Ectropis lignea Goldfinch, 1944
- Ectropis longiscapia Prout, 1926
- Ectropis lutamentaria (Graeser, 1888)
- Ectropis mniara Turner, 1917
- Ectropis pais Prout, 1931
- Ectropis petrozona (Lower, 1900)
- Ectropis susceptaria Walker